# Университет Харпера Адамса
Университет Харпера Адамса (англ. Harper Adams University) — британское государственное высшее учебное заведение со статусом университета. Находится в Ньюпорте, графство Шропшир.
Назван в честь Томаса Харпера Адамса, богатого фермера из Шропшира, который умер в 1892 году, завещав свое имение и деньги будущей сельскохозяйственной школе.
Университет был основан в 1901 году как Колледж Харпера Адамса недалеко от деревни Эджмонд в Ньюпорте в графстве Шропшир. Колледж специализировался на получении высшего сельскохозяйственного образования. Он получил статус университетского колледжа в 1998 году и статус университета в 2012 году.
Университет предлагает более 50 программ бакалавриата и магистратуры для студентов из более чем 30 стран. Университет расположен на территории 550 га действующей до сих пор фермы.